# Responsabilité pénale des mineurs
La responsabilité pénale des mineurs est un type de responsabilité pénale qui s'applique aux personnes n'ayant pas atteint la majorité. Elle se distingue de la responsabilité pénale en général puisqu'elle vise à s'adapter à la situation particulière des mineurs. Selon les pays, les infractions ou les peines peuvent être différentes, de même que les moyens de défense à l'encontre d'une infraction.

## Canada
Le droit pénal canadien établit la responsabilité pénale des mineurs à l'âge de 12 ans, en vertu de l'article 13 du Code criminel.

## France
Selon l'article 122-8 du code pénal :  « Les mineurs capables de discernement sont pénalement responsables des crimes, délits ou contraventions dont ils ont été reconnus coupables, dans des conditions fixées par une loi particulière qui détermine les mesures de protection, d'assistance, de surveillance et d'éducation dont ils peuvent faire l'objet ». Contrairement à une idée reçue, il n'existe donc pas d'âge minimal de responsabilité pénale en France. 
À la suite de l'abrogation de l’Ordonnance relative à l'enfance délinquante du 2 février 1945, les conditions de mise en œuvre de la responsabilité pénale d'un mineur sont prévues par le Code de la justice pénale des mineurs.
La responsabilité pénale des mineurs est reconnue si le mineur est capable de discernement, quel que soit son âge. Selon l'article L11-1 du Code de la justice pénale des mineurs est discernant « le mineur qui a compris et voulu son acte et qui est apte à comprendre le sens de la procédure pénale dont il fait l'objet ».
La loi fixe une présomption simple, pouvant être renversée, de non-discernement pour les mineurs de moins de 13 ans et de discernement au-delà de cet âge. Ainsi, un mineur de moins de 13 ans peut voir sa responsabilité pénale engagée. 
Toutefois, le Code de la justice pénale des mineurs prévoit des aménagements quant aux mesures pouvant être prononcées qui sont de deux sortes : les mesures éducatives et les peines privatives de liberté. Les mesures éducatives ont vocation à s'appliquer qu'importe l'âge du mineur. A l'inverse, l'article L11-4 du Code de la justice pénale des mineurs interdit le prononcé d'une peine à l'encontre d'un mineur de moins de 13 ans. Par ailleurs, les peines encourues font l'objet d'une diminution de moitié,, sauf décision contraire exceptionnelle de la juridiction à partir de 16 ans, au nom du principe de « l'excuse de minorité ».
L'âge du mineur a également une influence sur la procédure pénale. Ainsi, à partir de 13 ans le mineur peut être mis en garde à vue.

## Grande-Bretagne
En Grande-Bretagne, un mineur peut aller en prison dès l'âge de 10 ans. Cependant jusqu'à 14 ans, les mesures éducatives sont le principe. La majorité pénale est fixée à 18 ans.

## Espagne
En Espagne, la responsabilité pénale est fixée à 14 ans (inclus).

## Suisse
En Suisse, la majorité pénale est fixée à 10 ans.  Le droit pénal des mineurs connaît deux formes de sanction : les mesures de protection et les peines.
Les mesures de protection :
- Surveillance
- Assistance personnelle
- Traitement ambulatoire
- Placement chez des particuliers ou dans un établissement d’éducation ou de traitement

Les peines :
- Réprimande
- Prestation personnelle : en principe, dix jours au maximum, mais jusqu’à trois mois pour les mineurs de plus de 15 ans qui ont commis un crime ou un délit.
- Amende allant jusqu’à 2000 francs pour les mineurs de plus de 15 ans
- Privation de liberté :
- - jusqu’à un an pour les mineurs de plus de 15 ans qui ont commis un crime ou un délit
- - jusqu’à quatre ans pour les mineurs de plus de 16 ans qui ont commis un crime grave